# Cubillos del Sil (kommunhuvudort)
Cubillos del Sil är en kommunhuvudort i Spanien.   Den ligger i provinsen Provincia de León och regionen Kastilien och Leon, i den nordvästra delen av landet, 300 km nordväst om huvudstaden Madrid. Cubillos del Sil ligger 586 meter över havet och antalet invånare är 1 431.
Terrängen runt Cubillos del Sil är kuperad åt nordost, men åt sydväst är den platt. Runt Cubillos del Sil är det ganska tätbefolkat, med 179 invånare per kvadratkilometer. Närmaste större samhälle är Ponferrada, 9,1 km söder om Cubillos del Sil. 